# Creatin-Kinase
Die Creatin-Kinase (auch als CK, CPK, Creatin-Phosphokinase oder als Kreatinkinase bezeichnet; engl. Creatine kinase) ist ein Enzym, das eine N-Phosphoryl-Gruppe von Phospho-Kreatin auf Adenosindiphosphat (ADP) überträgt (Phosphorylierung ist kennzeichnend für Kinasen). Mit dieser enzymatischen Reaktion wird Adenosintriphosphat (ATP) – die universelle Energiequelle in allen Zellen – regeneriert. Das Enzym kommt vor allem in allen Muskelzellen und im Gehirn, aber auch in den Hoden, Nieren, Retina und Spermien etc. vor. Es werden vier Isoenzyme unterschieden:
- CK-MM (Skelettmuskeltyp),
- CK-MB (Myokardtyp),
- CK-BB (Gehirntyp) und
- CK-MiMi oder mt-CK (Mitochondrientyp).[2][3]

Manchmal wird das Enzym fälschlich als Kreatinin-Kinase bezeichnet. Kreatinin ist allerdings nur das im Urin enthaltene Abbauprodukt des Kreatins.

## Physiologische Bedeutung
ATP hat in Organismen vor allem als Energieträger, aber auch als Signalmolekül, eine herausragende Bedeutung. ATP kann sowohl durch Substratkettenphosphorylierung als auch durch Elektronentransportphosphorylierung (Atmungskette) aus ADP gewonnen werden. Allerdings wird in vielen Geweben mit hohem Energiebedarf, beispielsweise in Skelettmuskeln, Energie nicht ausschließlich in Form von ATP vorgehalten, da die dafür erforderlichen hohen ATP-Konzentrationen ATP-abhängige Stoffwechselprozesse der Zellen stören würden. Stattdessen liegen hohe Konzentrationen des Phosphagens Phosphokreatin vor, dessen Gruppenübertragungspotenzial so hoch ist, dass es ADP zu ATP phosphorylieren kann. Bei kurzfristig hohem Energiebedarf kann ATP durch diese Reaktion, die durch die Creatin-Kinase katalysiert wird, schneller gewonnen werden als durch oxidative Phosphorylierung. Das Creatin-Kinase/Phosphokreatin-System wirkt somit als kurzzeitiger Energiepuffer. Des Weiteren wird durch die Phosphorylierung von ADP zu ATP die intrazelluläre ADP- und Protonenkonzentration verringert, was einer Inaktivierung zellulärer ATPasen und Versauerung des Cytosols bei hohem Energiebedarf entgegenwirkt. Durch eine Lokalisation von Creatin-Kinasen an Orten hoher ATPase-Aktivität wird darüber hinaus das lokale ATP/ADP-Verhältnis erhöht, um die thermodynamische Effizienz der ATP-Hydrolyse zu steigern.
Des Weiteren dient das Creatin-Kinase/Phosphokreatin-System nicht nur als Energiepuffer, sondern auch zum Energietransport. In den Mitochondrien, einem Kompartiment mit vergleichsweise hohen ATP-Konzentrationen, wird durch die mitochondriale Isoform der Creatin-Kinase unter ATP-Verbrauch Kreatin phosphoryliert. Das dabei produzierte Phosphokreatin diffundiert dann an Orte mit hohem Energiebedarf, wo es durch andere Isoformen der Creatin-Kinase unter ATP-Produktion wieder in Kreatin umgewandelt wird.

## Atomare Struktur der zytosolischen und mitochondrialen Creatine-Kinase(CK)-Isoenzyme
Die hochauflösenden Strukturen verschiedener Creatin-Kinase (CK) Isoformen konnten in einer Kooperation der beiden Forschungsgruppen von Theo Wallimann an der ETH Zürich und von Wolfgang Kabsch am Max-Planck-Institut für medizinische Forschung in Heidelberg auf atomarem Niveau gelöst werden.
Die erste atomare Struktur einer Creatin-Kinase, die mittels Röntgenstruktur-Analyse von kristallisierten CK  gelöst werden konnten, war die sarcomerische (Muskel-Typ) mitochondriale CK (s-mtCK) 1996, gefolgt von der ubiquitären mitochondrialen CK (u-mtCK) 2000.
Im Kristall bilden beide mitochondrialen CK-Isoformen oktamere Strukturen mit 4-facher Symmetrie.
Die atomare Struktur der bananenförmigen, dimeren, zytosolischen Hirn-Typ (brain-type) BB-CK konnte im Jahre 1999 mit einer Auflösung von 1,4 Å gelöst werden. Jedes CK-Monomer im Dimer enthält ein eigenes enzymatisch aktives Zentrum.

## Creatin-Kinase in der Diagnostik

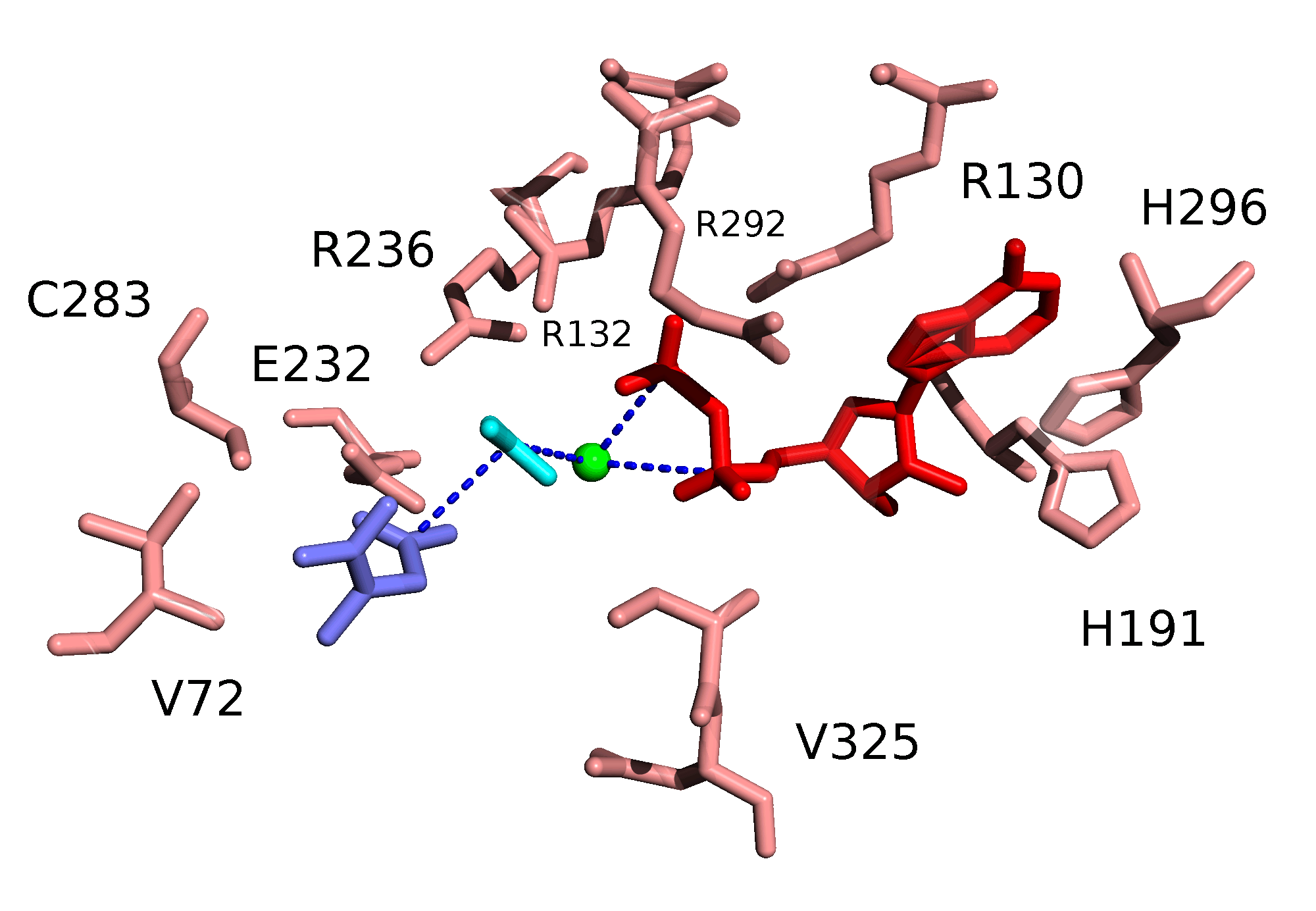
Das aktive Zentrum eines Monomers einer Kreatinkinase vom Menschen (Gehirntyp). Abgebildet sind ATP (rot), das Magnesiumion (grün), Nitrat (türkis) und Kreatin (blau). Dieses Analog eines Übergangszustand wird durch eine Reihe von Aminosäuren im aktiven Zentrum umgeben. Diese sind u. a.: Valin-92 und 325, Glutaminsäure-232, Arginin-236, 130, 132 und 292, Histidin-191, 192 und 66.

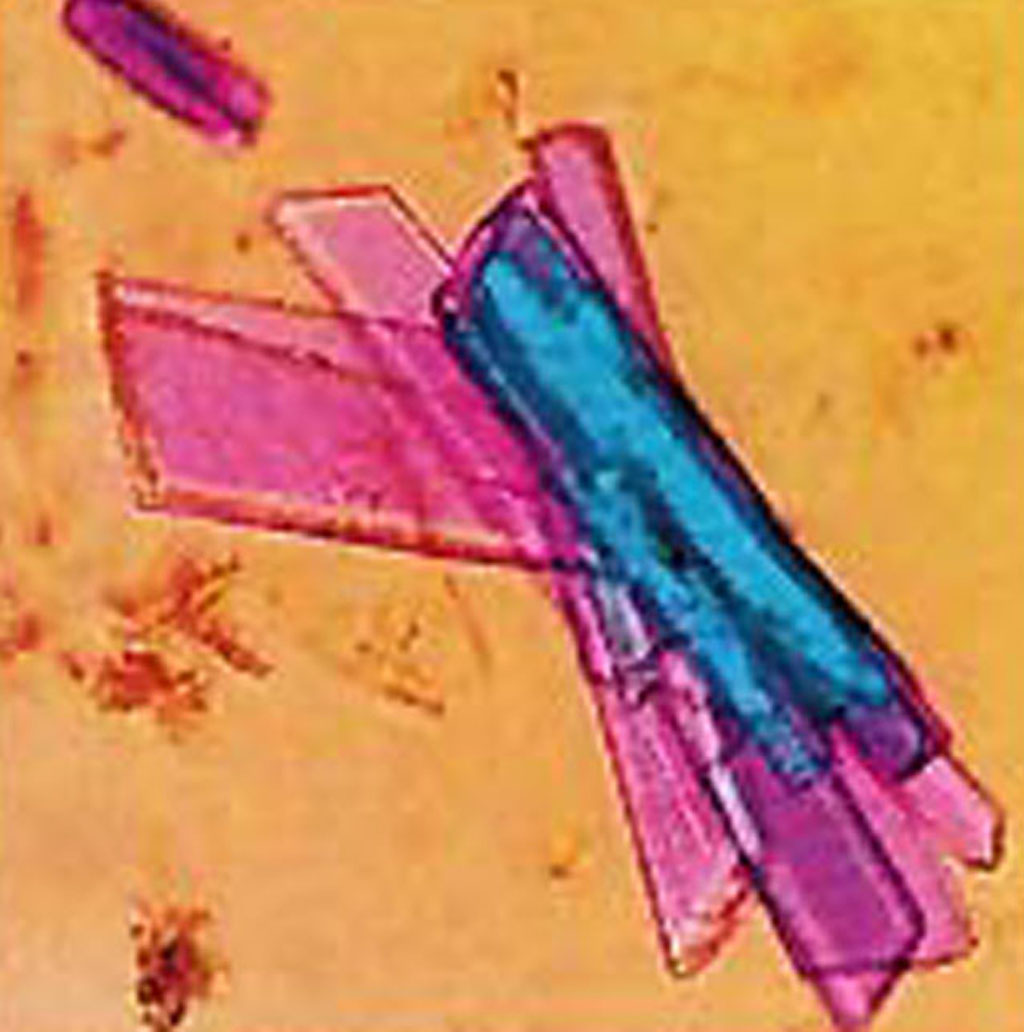
Kristalle unter dem Mikroskop. Die Kreatinkinase hierbei stammt aus Kaninchen.

Die Gesamt-CK ist die Summe der vier Isoenzyme (s. o.). Weil die Gesamt-CK meist N-Acetylcystein-stabilisiert gemessen wird, wird für Angaben der Gesamt-CK-Aktivität oft die Abkürzung CK-NAC verwendet. Die Messung der CK-MB-Aktivität erfolgt routinemäßig mittels Immuninhibitions-Test. Die Differenzierung der übrigen CK-Isoenzyme erfolgt mittels Elektrophorese. Die Isoenzym-Elektrophorese kann auch zum Nachweis der Makro-CK eingesetzt werden, die bei der Immuninhibition zu unplausiblen Werten führen kann.
Eine Erhöhung der CK-Aktivität im Blut deutet auf eine Herz- oder Skelettmuskelerkrankung hin, bei der Muskelzellen geschädigt wurden. Die CK ist damit ein wichtiges Enzym für die Diagnose von jenen Schädigungen der Herz- und Skelettmuskulatur, die mit einem Anstieg der CK einhergehen. Die Höhe eines CK-Anstiegs und die Infarktgröße korrelieren miteinander. Da man aus der Aktivität der CK schwer zwischen Herz- und anderen Muskelzerstörungen unterscheiden kann, wird immer häufiger das Troponin zur Herzinfarktdiagnostik benutzt. Ist der Wert der CK-MB größer als 6 Prozent der Gesamt-CK, geht man von einem Myocardschaden aus. Bevor die Möglichkeit zur Bestimmung des Troponins bestand, galt eine CK-MB-Erhöhung > 10 % zusammen mit einem charakteristischen EKG-Befund oder charakteristischen Beschwerden als sicherer Infarktnachweis.

### Labordiagnostik
In der Labordiagnostik wird die CK-Aktivität aus dem Plasma oder dem Serum bei Verdacht auf Herz- oder Skelettmuskelerkrankungen bestimmt. Die Messung der CK-Aktivität im Rahmen der Herzinfarktdiagnostik ist heute jedoch nicht mehr notwendig, da bessere Tests wie Troponin T/I oder CK-MB-Masse (= CK-MB-Konzentration) verfügbar sind.
Referenzbereich für Messungen bei 37 °C nach IFCC (U = Enzymeinheit, angegeben pro Liter (l))
- Frauen: <145 U/l,
- Männer: <170 U/l.

Kinder:
- 0d – 1d:   < 712 U/l
- 2d – 5d:   < 652 U/l
- 6d – 6m:   < 295 U/l
- 7m – 11m:  < 203 U/l
- 1a – 3a:   < 228 U/l
- 4a – 6a:   < 149 U/l
- 7a – 12a:

weibl.:    < 154 U/l
männl.:    < 247 U/l
- 13a – 17a:

weibl.:    < 123 U/l
männl.:    < 270 U/l
Bei allgemeinen Muskelerkrankungen, wie der Progressiven Muskeldystrophie, Post-Polio-Syndrom oder Myositis, ist die CK-Aktivität auf über 25000 U/l stark erhöht. Bei einem Herzinfarkt liegt die CK-Aktivität meistens unter 7500 U/l.
Bei intensivem, exzentrischem (negativ, nachgebend) Krafttraining, EMS-Training und im Spitzen-Ausdauersportbereich werden des Öfteren Werte in Bereichen von 20.000 bis 45.000 gemessen, zumeist zwei oder drei Tage nach der Belastung.
Ein erhöhter Wert kann also auch auf ein vorhergehendes Training zurückzuführen sein, wobei bereits ein Wert über 10.000 U/l zu Nierenversagen führen kann.
Gerade Krafttrainingsübungen wie z. B. tiefe Kniebeugen, Kreuzheben und Klimmzüge oder Ruderbewegungen und Ausdauersportarten, welche die großen Muskeln hochintensiv belasten, erhöhen die CK-Werte schnell auf Werte jenseits der 1000 U/l.
Nach Operationen, Injektionen (intramuskulär) und Verletzungen, bei denen Muskelzellen betroffen sind, steigt die CK-Aktivität ebenfalls an. Hier ist die Aktivität abhängig von der Größe der Verletzung.
Auch Medikamente wie Statine und Fibrate können die CK-Konzentration im Blut beeinflussen.